# Dodge EV
La Dodge EV, chiamata anche Dodge Circuit EV, è una concept car costruita nel 2009 dalla casa automobilistica statunitense Dodge.

## Contesto
L'auto, presentata al salone di Detroit nel gennaio 2009 e basata sulla meccanica della Lotus Europa S, è alimentata da un pacco batteria agli ioni di litio con un motore elettrico da 200 kW (270 CV) e 651 Nm di coppia, avente un'autonomia dichiarata pari a circa 150–200 miglia (240–320 km), avvicinandosi all'autonomia e alle prestazioni della Tesla Roadster anch'essa costruita sullo stesso telaio. Secondo i dati diffusi dalla Dodge, la vettura può essere ricaricata in otto ore utilizzando una presa standard da 120 V o in quattro ore utilizzando una presa da 240 V.
In seguito la Dodge ha presentato un prototipo funzionante e ha annunciato l'intenzione di immetterla sul mercato negli Stati Uniti entro il 2010. Ma nel maggio 2009 il progetto è stato annullato e a novembre la nuova proprietà della Fiat ha sciolto la ENVI, la divisione per lo sviluppo di auto elettriche della Chrysler, abbandonando i programmi di sviluppo e la progettazione di modelli elettrici.